# Ion Rațiu
Ion Augustin Nicolae Rațiu (n. 6 iunie 1917, Turda, Cluj, Austro-Ungaria – d. 17 ianuarie 2000, Londra, Anglia, Regatul Unit) a fost un politician, avocat, diplomat, afacerist, jurnalist și scriitor român, reprezentant al Partidul Național-Țărănesc (PNȚ), devenit ulterior Partidul Național Țărănesc Creștin Democrat (PNȚCD/PNȚ-CD) la începutul anilor 1990. În memoria acestuia și în semn de respect, organizația non-guvernamentală și fundația caritabilă pentru democrație Centrul Rațiu pentru Democrație (CRD) îi poartă numele. Ion Rațiu a reprezentat una dintre cele mai marcante și importante figuri politice democratice din România postdecembristă de-a lungul anilor 1990 și a fost unul dintre liderii Convenției Democrate Române (CDR), reprezentând Partidul Național Țărănesc Creștin Democrat (PNȚCD/PNȚ-CD), alături de Corneliu Coposu și Ion Diaconescu.

## Biografie
Ion Rațiu este descendent al vechii familii Rațiu de Noșlac (Nagylak), din Turda, atestată în Transilvania la începutul sec. al XIV-lea și reînnobilată în anul 1625 de către principele Transilvaniei, Gabriel (Gabor) Bethlen.
Membru de seamă al familiei Rațiu, a fost fiul avocatului dr. Augustin Rațiu din Turda, care la rândul său a fost fiul protopopului greco-catolic al Turzii Nicolae Rațiu (decedat în 1932). Mama sa, Eugenia Rațiu, născută Turcu, a fost nepoata lui Ion Codru-Drăgușanu, autorul publicației "Peregrinului transilvan".
A urmat școala în Turda și Cluj, iar în 1938 a obținut o diploma de licență în drept la Universitatea Regele Ferdinand (Babeș-Bolyai) din Cluj. În 1943, Ion Rațiu a obținut o diplomă de economie de la Universitatea Cambridge (Anglia).
A fost desemnat post-mortem membru de onoare al Academiei Oamenilor de Știință din România.
În 1940, Ion Rațiu a fost numit consilier al Legației României de la Londra, ministrul de externe fiind Viorel Tilea.
La 29 noiembrie 1940, la câteva săptămâni după instaurarea Statului Național-Legionar, a fost fondat în afara țării Comitetul Național Român. Ion Rațiu a făcut parte din conducerea organizației, aflată sub președinția lui Viorel Tilea.
Între 1940 și 1990 a locuit în Regatul Unit, unde a înființat (în 1979, împreună cu soția sa, Elisabeth Pilkington) Fundația Rațiu. De asemenea, a fondat în 1984, în exil, organizația Uniunea Mondială a Românilor Liberi.
După întoarcerea în țară, în ianuarie 1990, Ion Rațiu a fost direct implicat în refacerea Partidului Național Țărărnesc (PNȚ) alături de Corneliu Coposu, devenind vicepreședinte al partidului, ce poartă de-atunci numele de Partidul Național Țărănesc, Creștin și Democrat (PNȚCD). A candidat la funcția de președinte al României la alegerile din 1990 unde a obținut 4,29% din voturi, ocupând locul trei. Ulterior, a fost ales deputat de Cluj din partea PNȚCD la alegerile din 20 mai 1990, respectiv la cele din 1992. În 1996 a fost ales deputat de Arad, tot din partea PNȚCD. În 1991 a înființat ziarul Cotidianul. 
Împreună cu soția lui, Elisabeth, Ion Rațiu are doi copii, pe Indrei Rațiu și Nicolae Rațiu.
Ion Rațiu a murit la Londra, în ianuarie 2000. Conform dorinței sale, trupul neînsuflețit a fost dus la Turda, spre a fi înmormântat în orașul natal, alături de strămoșii săi, în cimitirul din jurul vechii biserici greco-catolice „Adormirea Maicii Domnului" (Biserica Rățeștilor, ctitorită de familia Rațiu). Însă, el a fost îngropat în cimitirul central din Turda, preotul ortodox de atunci al bisericii „Adormirea Maicii Domnului" (neretrocedată greco-catolicilor) refuzând cu obstinație înhumarea lui alături de strămoși, lângă lăcașul de cult, din cauza diferendelor dintre Biserica Ortodoxă Română și Biserica Română Unită cu Roma, Ion Rațiu fiind credincios greco-catolic (unit). Mai mult, slujba de înmormântare (Prohodul) nu a putut fi oficiată de către preoții greco-catolici în biserica ctitorită de familia sa (Biserica Rățeștilor din Turda) din cauza împotrivirii, în continuare, a preotului acelei parohii ortodoxe ce ocupă lăcașul de cult unit din 1948. Preotul ortodox a împiedicat astfel accesul în biserică al clericilor greco-catolici, precum și al membrilor familiei Rațiu, la săvârșirea slujbei de înmormântare. Astfel, slujba Prohodului s-a ținut în plină stradă, pe o vreme cu un ger pătrunzător.
Este înmormântat în parcela din Cimitirul Bisericii Rățeștilor “Adormirea Maicii Domnului” din Turda Veche, rezervată membrilor familiei Rațiu.
Soția lui, Elisabeth Rațiu, a murit pe data de 19 octombrie 2016, la vârsta de 94 de ani, în Londra.

## Proiectul „Ion Rațiu"
Colegiul Național „George Barițiu" din Cluj-Napoca, vechiul liceu unde a învățat Ion Rațiu, oferă în fiecare an un premiu care îi poartă numele (premiul „Ion Rațiu"). La moartea sa, fiul Nicolae Rațiu, a devenit executorul testamentului cunoscutului om politic și gazetar. Într-o scrisoare adresată doamnei Mariana Răduțiu, directoare Colegiul Național „George Barițiu", în iunie 2000, Nicolae Rațiu solicita conducerii de atunci o inițiativă in memoriam, sugerând ca aceasta să poarte numele „Proiectul Ion Rațiu", proiect prin care școala urma să beneficieze de suma de 40.000 de dolari, lăsată prin testament de Ion Rațiu.
Proiectul a preconizat, printre altele dotarea unui laborator cu mobilier și aparatură performantă pentru disciplina informatică, înființarea „Fondului de carte Ion Rațiu" și acordarea premiilor „Ion Rațiu" elevilor cu performanțe la învățătură. Astfel, premiile „Ion Rațiu" se acordă la finele anului școlar, într-un cadru festiv, de ele beneficiind de fiecare dată atât un elev de la profilul real, cât și un elev de la profilul uman.

## Centrul Rațiu pentru Democrație
Lansat în iulie 2004, Centrul Rațiu pentru Democrație este un ONG care continuă idealurile promovate de Ion Rațiu în toată activitatea sa. Misiunea Centrului constă în încurajarea și promovarea valorilor și comportamentelor asociate democrației, într-un mod nepartizan. Centrul susține, de asemenea, proiecte și programe desfășurate la nivel local, național și internațional. Centrul e sprijinit îndeosebi de membri ai Universității Babeș-Bolyai din Cluj, ai Colegiului Tehnic „Dr. Ioan Rațiu", ai organizației „Europe to Europe" și este sponsorizat de Fundația Familiei Rațiu din Londra.
Din inițiativa urmașilor familiilor lui Viorel Tilea și Ion Rațiu, arhiva „Rațiu-Tilea" a fost donată Bibliotecii Centrale Universitare „Lucian Blaga" din Cluj-Napoca.

## Galerie de imagini

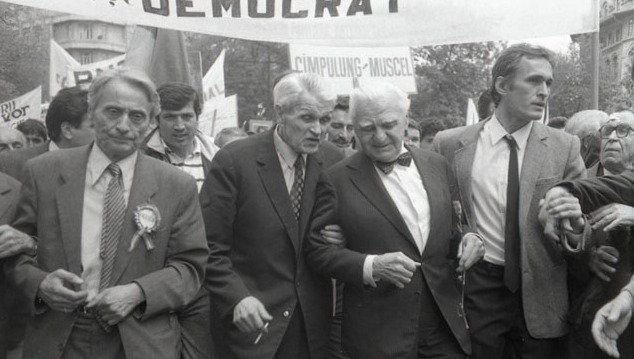
Ion Rațiu alături de colegii de partid Corneliu Coposu și Ion Diaconescu în București în 1990
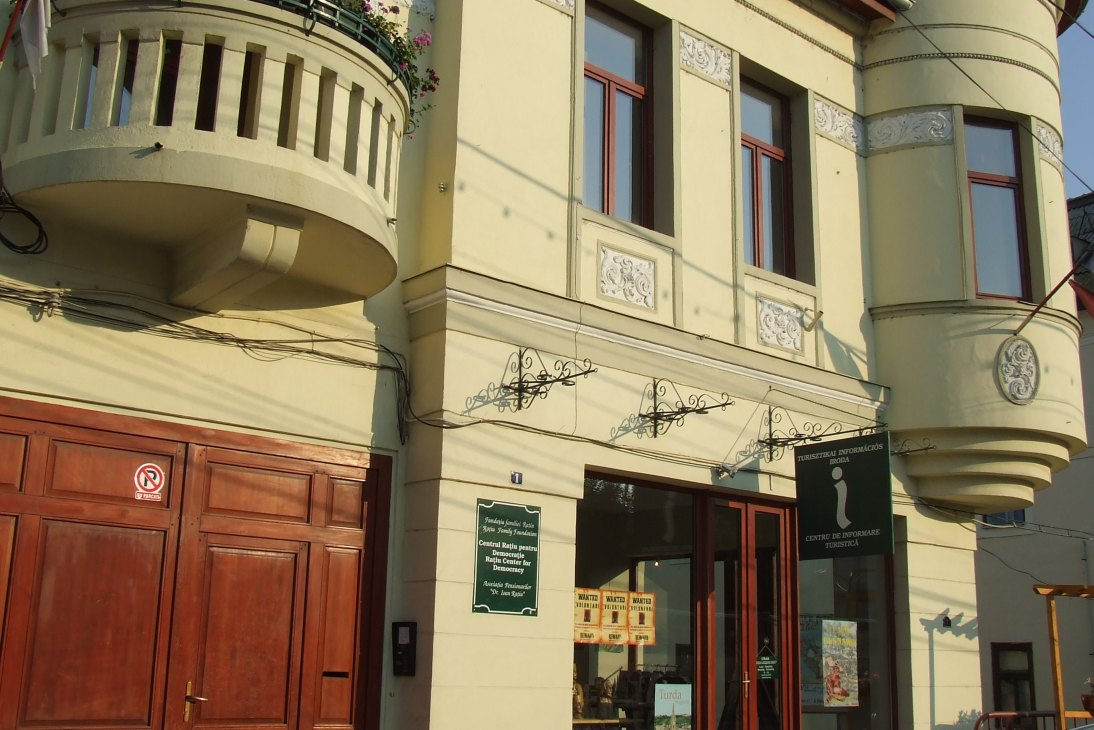
Centrul Rațiu pentru Democrație (CRD) (Piața 1 Decembrie 1918 nr.1)
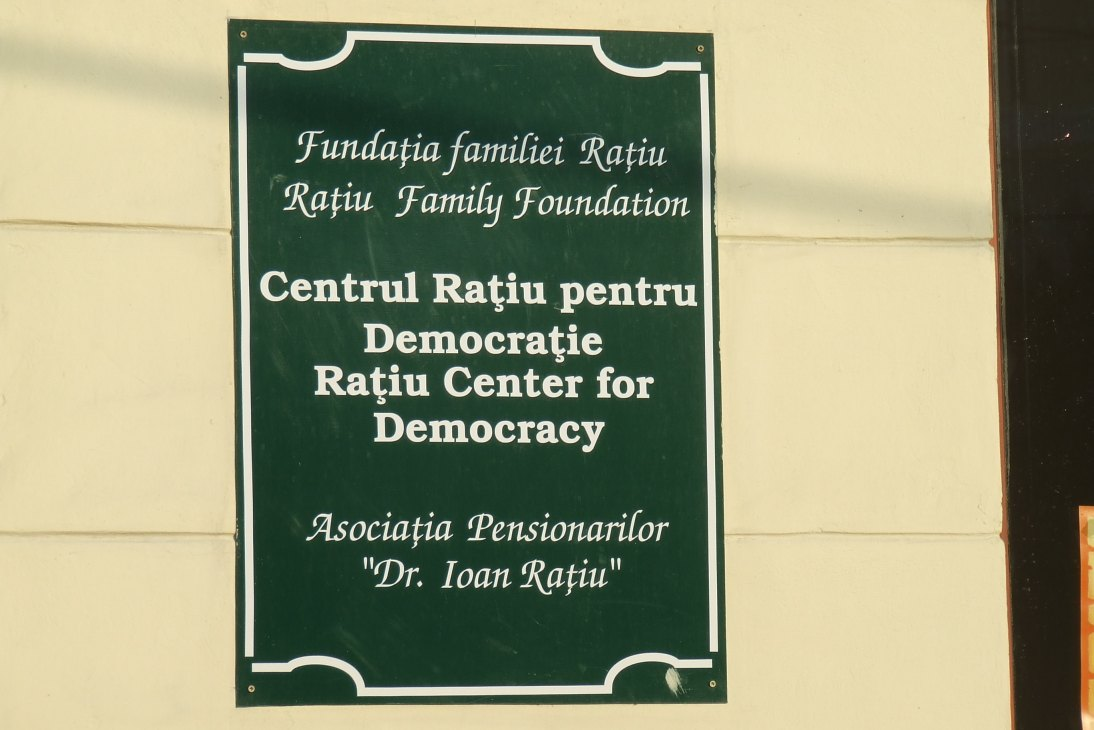
Centrul Rațiu pentru Democrație (plăcuța centrului)
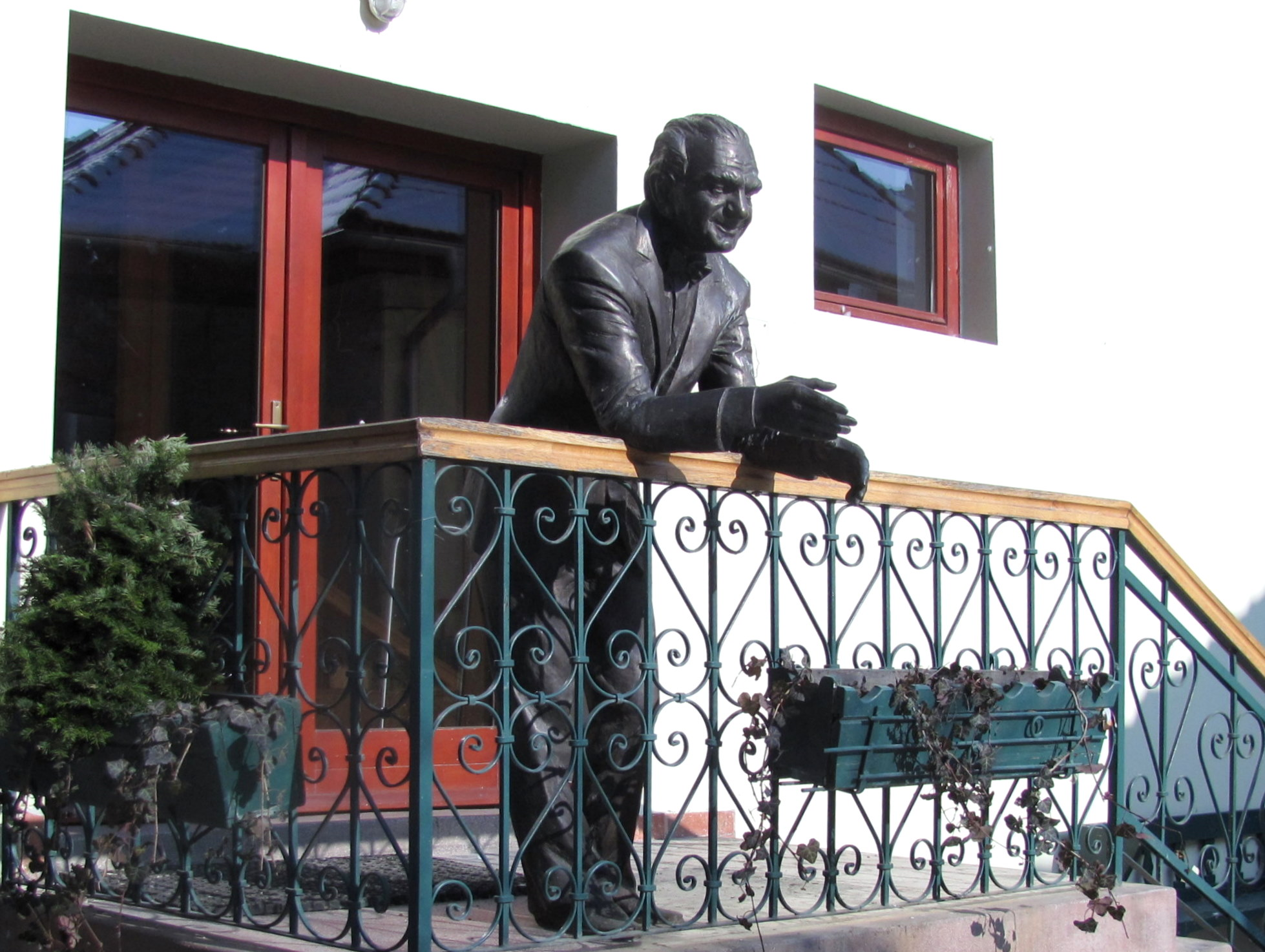
Statuia lui Ion Rațiu din incinta CRD, executată de Elena Ilaș (2007)
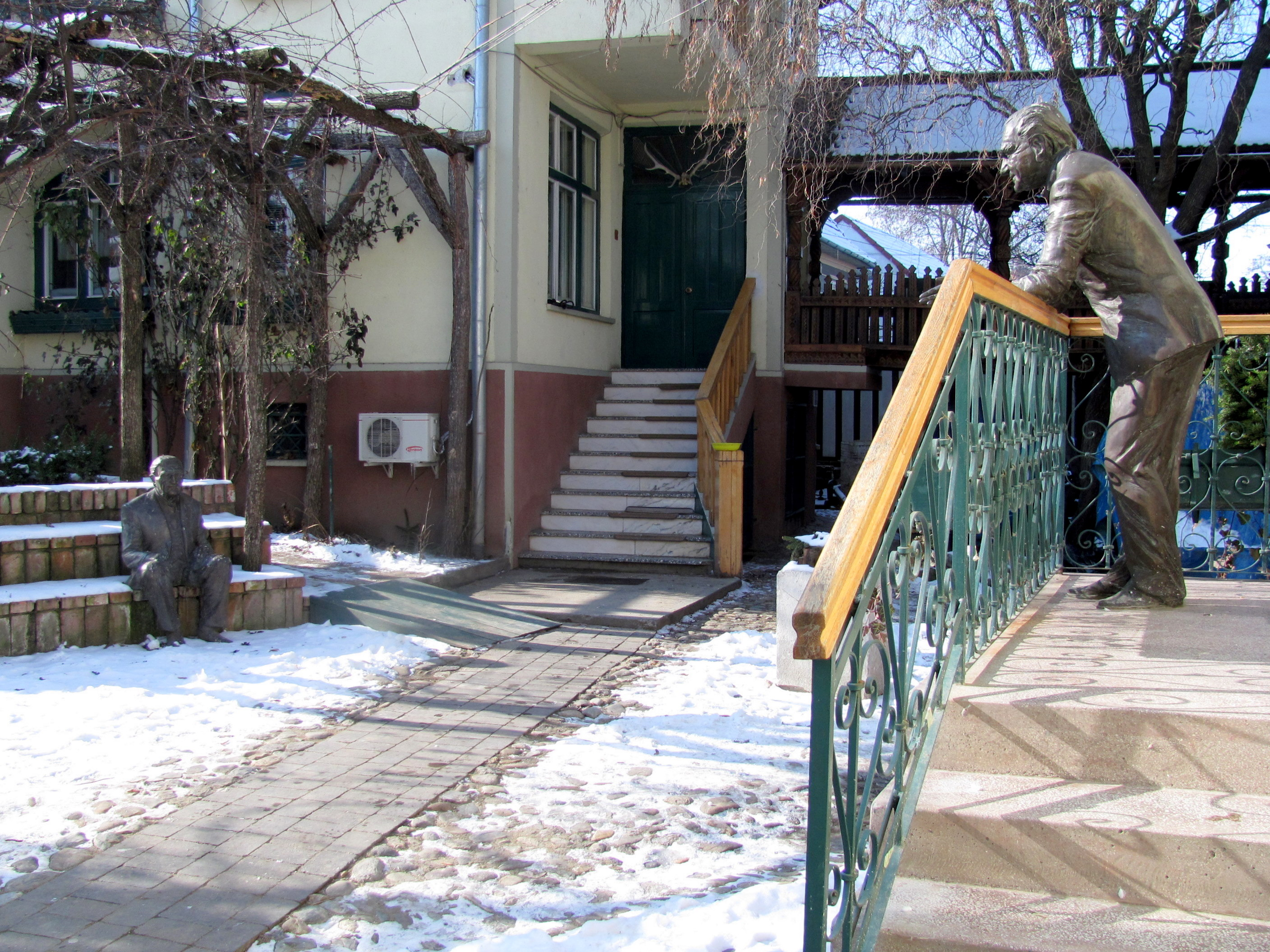
Statuile lui Ion Rațiu și Augustin Rațiu din incinta CRD
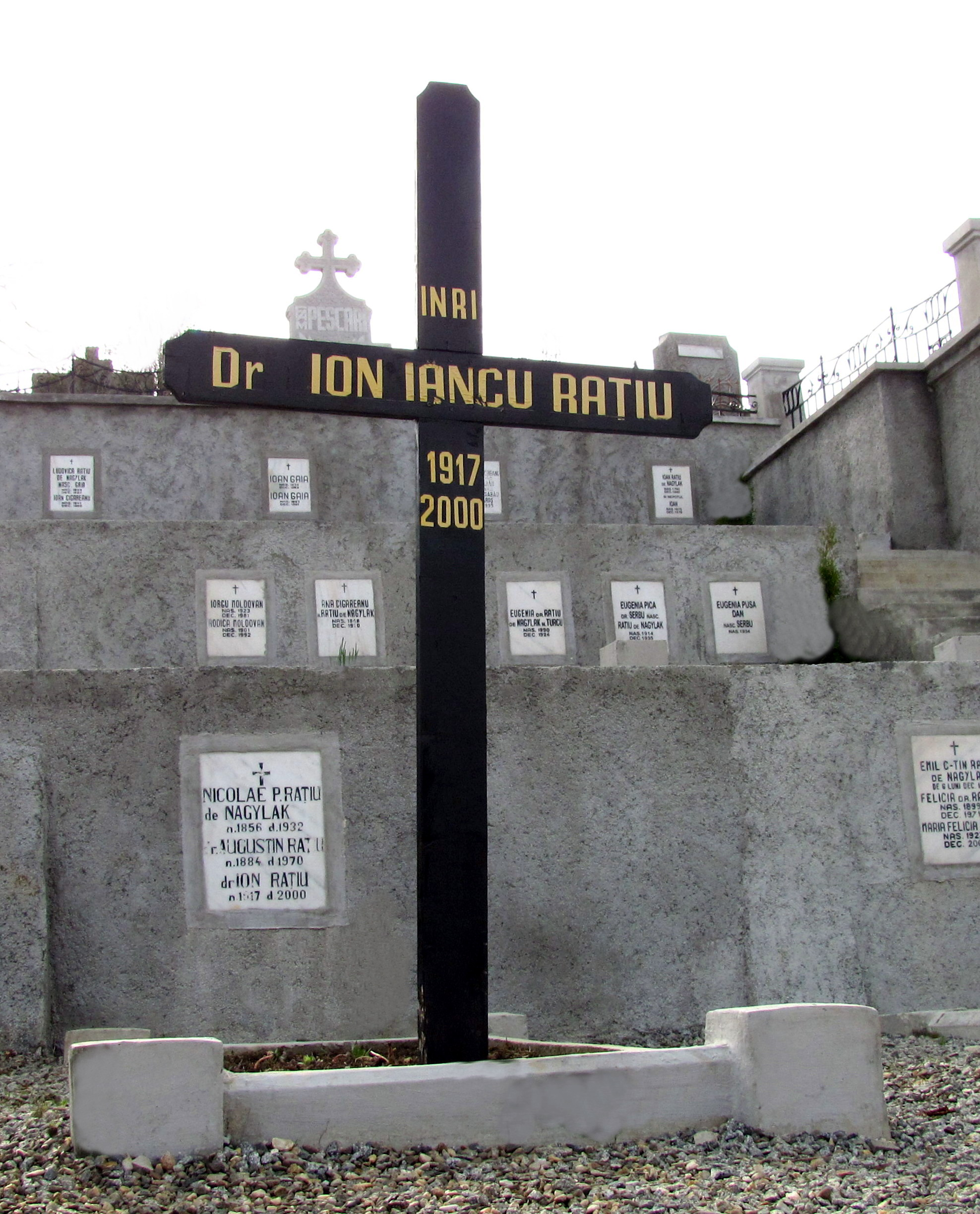
Mormântul lui Ion Rațiu din cimitirul central din Turda
Afiș electoral cu dezideratele lui Ion Rațiu, 1990
Afiș electoral cu programul politic al lui Ion Rațiu, 1990
Afiș electoral, 1990
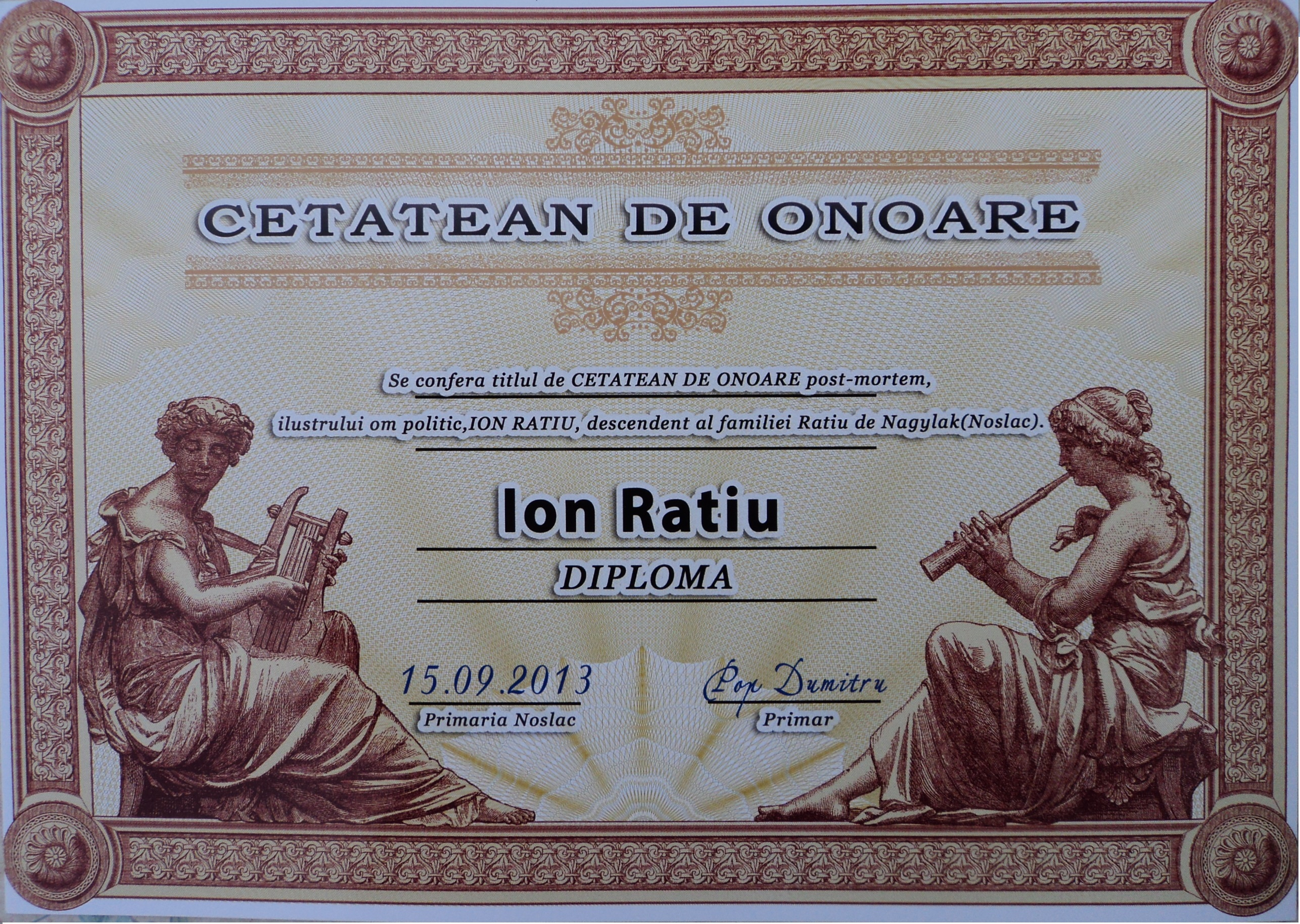
Diploma de Cetățean de Onoare post-mortem al Comunei Noșlac
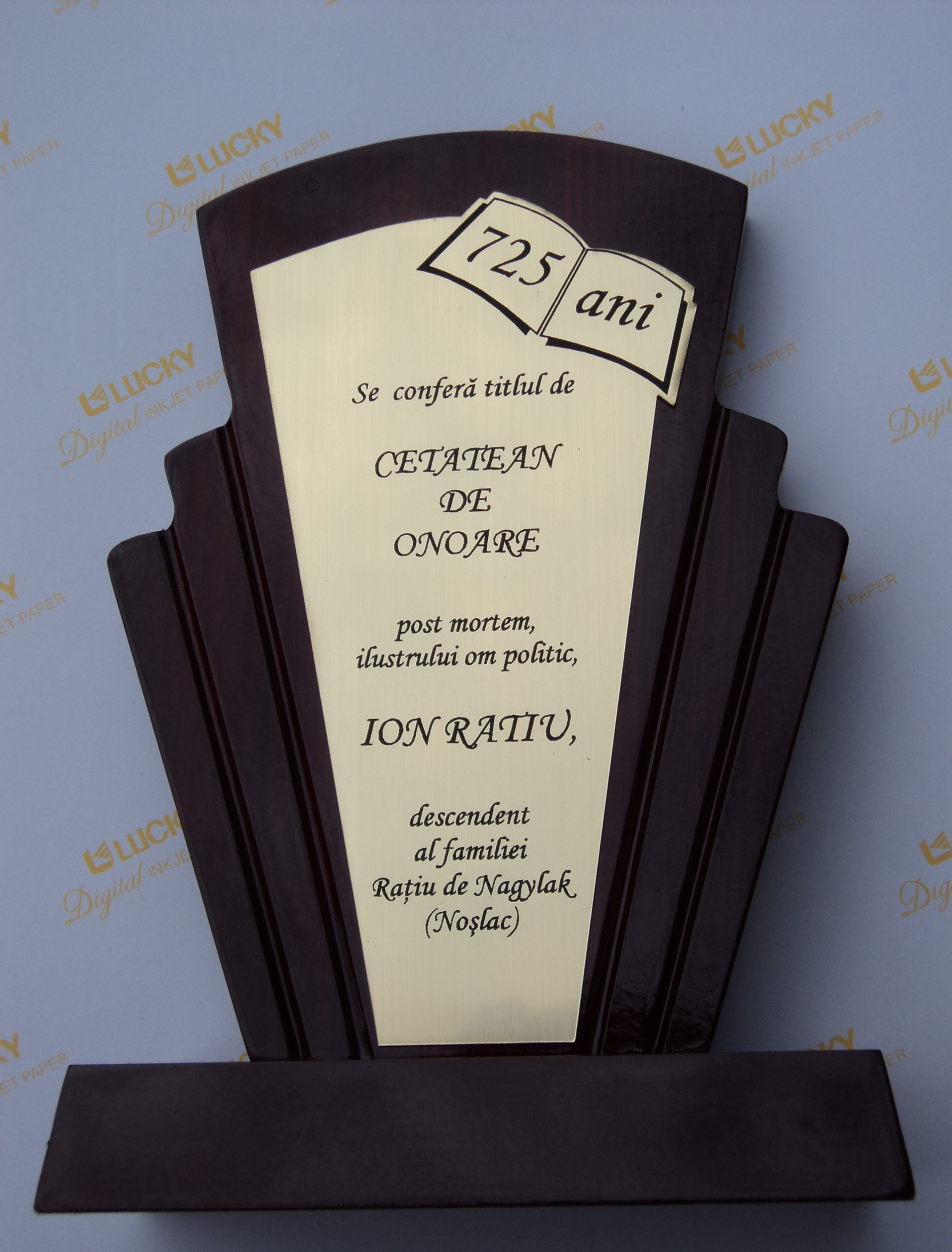
Placheta de Cetățean de Onoare post-mortem al Comunei Noșlac
- Marele Arbore Genealogic al Familiei Ratiu de Noslac (Nagylak), fond pergament, actualizat la data de 20.09.2023